# Малхолланд, Люк
Люк Малхо́лланд (англ. Luke Mulholland; 7 августа 1988, Престон, Англия) — английский футболист, центральный полузащитник.

## Карьера
Малхолланд в составе футбольной команды Престонского колледжа участвовал в турнире Дня президента в Финиксе, где был замечен и получил предложение о стипендии от Уингейтского университета в Северной Каролине. За «Уингейт Буллдогс» во втором дивизионе Национальной ассоциации студенческого спорта играл четыре сезона, в 2007—2010 годах.
В 2009 и 2010 годах также выступал за клуб «Рединг Юнайтед» в Премьер-лиге развития ЮСЛ, четвёртом дивизионе США.
В апреле 2011 года Малхолланд подписал контракт с клубом «Уилмингтон Хаммерхэдс» из USL Pro, третьего дивизиона США. Свой профессиональный дебют, 17 апреля 2011 года в матче стартового тура сезона против «Рочестер Райнос», отметил голом. По итогам сезона 2011, в котором забил девять голов, став третьим бомбардиром лиги, Малхолланд был назван новичком года в USL Pro и был включён в первую символическую сборную USL Pro.
6 сентября 2011 года Малхолланд перешёл в клуб «Эн-эс-си Миннесота Старз» из Североамериканской футбольной лиги, второго дивизиона США. За «Эн-эс-си Миннесота» дебютировал в тот же день в матче против «Тампа-Бэй», отметившись голевой передачей. Помог «Миннесоте» выиграть чемпионат 2011, забив два гола в плей-офф: в четвертьфинале против «Тампа-Бэй» и первом матче финала против «Форт-Лодердейл Страйкерс».
24 января 2012 года Малхолланд подписал контракт с клубом «Тампа-Бэй Раудис». Дебютировал за «Раудис» 7 апреля 2012 года в матче стартового тура сезона против «Пуэрто-Рико Айлендерс». 2 июня 2012 года в матче против «Страйкерс» забил свой первый гол за «Раудис». По итогам сезона 2012, в котором забил пять мячей и отдал пять результативных передач, был включён в символическую сборную САФЛ. Помог «Раудис» выиграть чемпионат 2012: в ответном матче полуфинала плей-офф против «Каролины Рэйлхокс» забил гол, в матче за Соккер Боул против «Старз» реализовал свой послематчевый пенальти. В четырёх матчах апреля 2013 года забил три мяча и отдал две результативные передачи, за что был назван игроком месяца в САФЛ. В октябре 2013 года забил три мяча в четырёх матчах и во второй раз удостоился звания игрока месяца в САФЛ. По итогам сезона 2013, в котором дважды назывался игроком месяца и девять раз включался в команду недели, забил 11 голов и отдал восемь голевых передач, был включён в символическую сборную САФЛ.
21 января 2014 года Малхолланд подписал контракт с клубом «Реал Солт-Лейк» из MLS, главной лиги США. За РСЛ дебютировал 8 марта 2014 года в матче первого тура сезона против «Лос-Анджелес Гэлакси», выйдя на замену на 66-й минуте вместо Луиса Хиля. 15 марта 2014 года в матче против «Сан-Хосе Эртквейкс» забил свой первый гол за РСЛ. В конце 2014 года Малхолланд получил грин-карту и в MLS перестал считаться иностранным игроком. В сезоне 2018 из-за травм он сыграл только четыре матча, в том числе два — в плей-офф, и по окончании сезона «Реал Солт-Лейк» не продлил контракт с Малхолландом, но 9 января 2019 года клуб переподписал игрока. Бо́льшую часть сезона 2019 Малхолланд провёл в фарм-клубе «Реал Монаркс» в Чемпионшипе ЮСЛ, втором дивизионе, и помог «монархам» выиграть чемпионский титул. По окончании сезона 2019 РСЛ снова не продлил контракт с Малхолландом, но 13 февраля 2020 года клуб вновь вернул игрока. По окончании сезона 2020 контракт Малхолланда с «Реал Солт-Лейк» истёк.
16 февраля 2021 года Люк Малхолланд объявил о завершении футбольной карьеры и присоединился к техническому штабу «Реал Солт-Лейк» в качестве скаута.

## Достижения
Командные
 «Эн-эс-си Миннесота Старз»
- Чемпион Североамериканской футбольной лиги: 2011

 «Тампа-Бэй Раудис»
- Чемпион Североамериканской футбольной лиги: 2012

 «Реал Монаркс»
- Чемпион Чемпионшипа ЮСЛ: 2019

Индивидуальные
- Новичок года в USL Pro: 2011
- Член символической сборной USL Pro: 2011
- Член символической сборной Североамериканской футбольной лиги: 2012, 2013
- Игрок месяца в Североамериканской футбольной лиге: апрель 2013, октябрь 2013

## Статистика
| Выступление              | Выступление      | Выступление      | Лига | Лига | Плей-офф | Плей-офф | Кубок | Кубок | ЛЧ КОНКАКАФ | ЛЧ КОНКАКАФ | Итого | Итого |
| Клуб                     | Лига             | Сезон            | Игры | Голы | Игры     | Голы     | Игры  | Голы  | Игры        | Голы        | Игры  | Голы  |
| ------------------------ | ---------------- | ---------------- | ---- | ---- | -------- | -------- | ----- | ----- | ----------- | ----------- | ----- | ----- |
| Уилмингтон Хаммерхэдс    | USL Pro          | 2011             | 23   | 9    | —        | —        | 3     | 2     | —           | —           | 26    | 11    |
| Уилмингтон Хаммерхэдс    | Итого            | Итого            | 23   | 9    | —        | —        | 3     | 2     | —           | —           | 26    | 11    |
| Эн-эс-си Миннесота Старз | NASL             | 2011             | 4    | 0    | 5        | 2        | —     | —     | —           | —           | 9     | 2     |
| Эн-эс-си Миннесота Старз | Итого            | Итого            | 4    | 0    | 5        | 2        | —     | —     | —           | —           | 9     | 2     |
| Тампа-Бэй Раудис         | NASL             | 2012             | 26   | 5    | 4        | 1        | 2     | 0     | —           | —           | 32    | 6     |
| Тампа-Бэй Раудис         | NASL             | 2013             | 25   | 11   | —        | —        | 3     | 0     | —           | —           | 28    | 11    |
| Тампа-Бэй Раудис         | Итого            | Итого            | 51   | 16   | 4        | 1        | 5     | 0     | —           | —           | 60    | 17    |
| Реал Солт-Лейк           | MLS              | 2014             | 31   | 6    | 2        | 0        | 1     | 0     | —           | —           | 34    | 6     |
| Реал Солт-Лейк           | MLS              | 2015             | 29   | 3    | —        | —        | 3     | 0     | 4           | 0           | 36    | 3     |
| Реал Солт-Лейк           | MLS              | 2016             | 33   | 4    | 1        | 0        | 2     | 0     | 0           | 0           | 36    | 4     |
| Реал Солт-Лейк           | MLS              | 2017             | 27   | 3    | —        | —        | 0     | 0     | —           | —           | 27    | 3     |
| Реал Солт-Лейк           | MLS              | 2018             | 2    | 0    | 2        | 0        | 0     | 0     | —           | —           | 4     | 0     |
| Реал Солт-Лейк           | MLS              | 2019             | 1    | 0    | 0        | 0        | 1     | 0     | —           | —           | 2     | 0     |
| Реал Солт-Лейк           | MLS              | 2020             | 0    | 0    | —        | —        | —     | —     | —           | —           | 0     | 0     |
| Реал Солт-Лейк           | Итого            | Итого            | 123  | 16   | 5        | 0        | 7     | 0     | 4           | 0           | 139   | 16    |
| Реал Монаркс (фарм-клуб) | USLC             | 2016             | 1    | 0    | —        | —        | —     | —     | —           | —           | 1     | 0     |
| Реал Монаркс (фарм-клуб) | USLC             | 2018             | 1    | 0    | —        | —        | —     | —     | —           | —           | 1     | 0     |
| Реал Монаркс (фарм-клуб) | USLC             | 2019             | 8    | 1    | 4        | 0        | —     | —     | —           | —           | 12    | 1     |
| Реал Монаркс (фарм-клуб) | USLC             | 2020             | 6    | 0    | —        | —        | —     | —     | —           | —           | 6     | 0     |
| Реал Монаркс (фарм-клуб) | Итого            | Итого            | 16   | 1    | 4        | 0        | —     | —     | —           | —           | 20    | 1     |
| Всего за карьеру         | Всего за карьеру | Всего за карьеру | 217  | 42   | 18       | 3        | 15    | 2     | 4           | 0           | 254   | 47    |

Источники: Soccerway, Transfermarkt.